# 富山GRNサンダーバーズ
富山GRNサンダーバーズ（とやまGRNサンダーバーズ、Toyama GRN Thunderbirds）は、プロ野球独立リーグ・日本海リーグ (NLB)に所属する富山県のプロ野球チーム。2007年から2021年まではベースボール・チャレンジ・リーグ（ルートインBCリーグ）に加盟していた。日本海オセアンリーグ (NOL)で1年活動した後、2023年から日本海リーグに所属している。

## 概要
チーム名は、立山連峰に生息する富山県の鳥、ライチョウ（雷鳥）から命名された。ただし、ライチョウの英名は「ptarmigan」もしくは「grouse（B.LEAGUE・富山グラウジーズはここからの命名）」であり、「雷」と「鳥」からの直訳で付けた和製英語である。発足当時のチーム名は富山サンダーバーズであったが、後述の通り2015年に命名権契約を結んだことから、「GRN」が入った名称となった。
ベースボール・チャレンジ・リーグが6球団制だった2008年から2014年までは北陸地区、8球団制となった2015年からは2021年まで西地区に属した。2020年は、新型コロナウイルスの感染拡大対応によるリーグ戦形式変更により、西地区のグループEに属した。
2021年9月1日、2022年シーズンはリーグに参加せず、現在の西地区4チームで新リーグを結成することを明らかにした。9月16日に新リーグの名称は日本海オセアンリーグとなることが発表された。しかし、前記の通り、日本海オセアンリーグに1年間参加した後、石川ミリオンスターズとともに日本海リーグに所属を変更した。

### 開催球場

#### BCリーグ時代
※本節の出典は、特記以外についてはリーグウェブサイトの試合日程による。
リーグ発足時から所属する他チーム同様、特定の本拠地を定めていない。発足から2014年までの開催球場は富山市民球場アルペンスタジアム・県営富山野球場・高岡市営城光寺野球場・黒部市宮野運動公園野球場・魚津市桃山運動公園野球場・砺波市野球場・小矢部野球場・立山町総合公園野球場であった（立山は2008年から）。2014年には、雨天で中止となったオリックス・バファローズ (二軍)との交流戦1試合を、神戸総合運動公園野球場サブグラウンドで実施した。この間の球場別開催試合数は以下の通りである（ポストシーズンゲームと、前記の交流戦振替1試合は除く）。2007年はアルペン・城光寺・砺波が同数で最多であったが、2008年以降2014年まで年間最多開催になった回数は桃山が3回、アルペンが2回、砺波と城光寺が各1回である。

- 太字はその年度の最多開催球場。
- 5試合以上開催したシーズンがある球場は、背景を黄色としている。

| 球場名                         | 2007年 | 2008年 | 2009年 | 2010年 | 2011年 | 2012年 | 2013年 | 2014年 | 8年間合計 |
| ------------------------------ | ------ | ------ | ------ | ------ | ------ | ------ | ------ | ------ | --------- |
| 高岡市営城光寺野球場           | 7      | 5      | 5      | 7      | 6      | 6      | 10     | 9      | 55        |
| 魚津桃山運動公園野球場         | 6      | 4      | 9      | 4      | 5      | 8      | 9      | 10     | 55        |
| 富山市民球場アルペンスタジアム | 7      | 11     | 4      | 8      | 6      | 5      | 2      | 1      | 44        |
| 砺波市野球場                   | 7      | 6      | 3      | 3      | 7      | 6      | 4      | 6      | 42        |
| 県営富山野球場                 | 2      | 5      | 7      | 7      | 3      | 4      | 4      | 5      | 37        |
| 黒部市宮野運動公園野球場       | 4      | 2      | 5      | 3      | 5      | 2      | 5      | 2      | 28        |
| 小矢部運動公園野球場           | 3      | 2      | 1      | 2      | 2      | 2      | 1      | 2      | 15        |
| 立山町総合公園野球場           | 0      | 1      | 2      | 2      | 2      | 4      | 2      | 1      | 14        |

また、2014年までのポストシーズンゲームのホーム開催球場は以下の通りである。
2008年
- 地区チャンピオンシップ - アルペン、桃山[7]
- BCリーグチャンピオンシップ - 宮野[8]
- グランドチャンピオンシップ - 県営富山（2試合）・桃山[9][10][11]

2014年
- 地区チャンピオンシップ - 桃山（2試合）・小矢部[12]

2015年からは新たにオープンした高岡西部総合公園野球場（ボールパーク高岡）が加わり、同年以降は毎年最多開催で、主たる開催球場となっている。ポストシーズンゲームは、2015年の地区チャンピオンシップは高岡西部、2017年の地区チャンピオンシップは城光寺、2018年の地区チャンピオンシップはアルペンでそれぞれ開催している。一方、2014年以前の開催球場のうち、立山は2015年以降開催がない。2018年は宮野運動公園野球場での開催がなかったが、2019年からは毎年1試合が開催されている。

#### NOL時代
2022年3月12日に発表された同年シーズン日程によると、富山県内開催のホームゲーム18試合（「セントラル開催方式」のため、他県の球場でもホームゲームを実施）の球場は、BCリーグ時代同様高岡西部が7試合で最多、以下県営富山（4試合）、アルペンスタジアム（2試合）、宮野運動公園（2試合）と続き、となみ・小矢部・桃山の各球場で1試合ずつだった。実際の試合数は当初発表通りとなった。一方、BCリーグ時代は開催のあった城光寺野球場は当初より予定も設定されなかった。

#### NLB時代
2023年3月24日に発表された公式戦日程では再び通常のホーム&アウェイのスタイルに戻り、最多開催は県営富山球場の8試合で、2015年から2022年まで最多だった高岡西部は4試合で次点だった。その他の開催球場は宮野運動公園（3試合）、砺波市野球場（2試合）、小矢部・桃山・アルペンが各1試合ずつだった。実際の開催球場は、雨天振替により、県営富山が予定より1試合減の7試合、高岡西部が1試合増の5試合だった。
2024年の公式戦日程では、高岡西部が2年ぶりに最多となり（7試合）、以下県営富山（6試合）、アルペン（3試合）、小矢部・桃山が各2試合ずつで、宮野と砺波では予定されなかった。また今シーズンは全試合がデーゲームとなっている。実際の開催は、中止となった県営富山の1試合を小矢部で振り替えたため、県営富山が5試合、小矢部が3試合となった。
2025年の公式戦日程では再び富山県営球場が7試合で最多、以下高岡西部とアルペンが各6試合、桃山・砺波・宮野が各1試合となっており、小矢部での予定がなくなっていた。前年なかったナイターは、当年度は7試合（アルペン・高岡西部・宮野）が予定されている。開幕後、雨天中止試合の振替が小矢部で設定され、実際に開催された。

## 歴史

### 2000年代
- 2006年10月13日 - 「富山サンダーバーズベースボールクラブ」の設立が発表される。
- 2006年12月18日 - 初代監督に、元読売ジャイアンツ選手で茨城ゴールデンゴールズのコーチを務めていた鈴木康友の就任を発表。
- 2007年1月25日  - リーグのドラフト会議に参加。
- 2007年2月27日 - 全選手との契約を完了する。
- 2007年10月17日 - 2007年度シーズンの全日程を終了（2位）。
- 2008年7月13日 - 北陸地区で前期優勝。
- 2008年9月26日 - 北陸地区で後期優勝し、前後期を連覇。
- 2008年10月3日 - 地区チャンピオンシップで、地区年間2位の石川ミリオンスターズに勝利して北陸地区優勝を達成（前後期優勝のため1勝で地区優勝）。
- 2008年10月11日 - リーグチャンピオンシップで群馬ダイヤモンドペガサスを3勝0敗で下して初のリーグ優勝。
- 2008年10月17日 - 四国・九州アイランドリーグの香川オリーブガイナーズとの間でグランドチャンピオンシップを開催。10月28日まで行われ、2勝3敗で敗退。詳細は2008年のグランドチャンピオンシップを参照。
- 2009年6月30日- 2009年前期終了（北陸地区2位。石川とは同率だが、直接対決で石川が勝ち越ししたため、リーグ規定により石川が優勝）
- 2009年9月23日 - 2009年後期終了（北陸地区2位。前後期2位のため、北陸地区チャンピオンシップに進出）。
- 2009年9月28日 - 石川との北陸地区チャンピオンシップに2勝1敗で敗退（石川は前後期優勝のため、1勝で地区優勝）。連勝して迎えた第3戦は9回表終了時点で4対2とリードしていたが、9回裏に逆転サヨナラ負けを喫し、「年間勝率2位からのリーグチャンピオンシップ進出」を逃した[28][注釈 1]。
- 2009年10月24日 - 鈴木康友監督の勇退を発表。
- 2009年11月13日 - 横田久則コーチが監督就任、高岡市出身の進藤達哉のコーチ就任を発表。

### 2010年代
- 2010年6月27日 - 2010年前期終了（北陸地区3位）。
- 2010年9月27日 - 後期終了。前期に続き3位であった。
- 2011年10月5日 - 横田久則監督の退団発表。このシーズンは前期は優勝マジック1まで行きながら[29]、石川に逆転優勝を許し[30]、後期は3位に沈んだ。
- 2011年10月19日 - コーチの進藤達哉が監督に就任することを発表。
- 2012年9月23日 - 対福井戦で隆史がリーグ史上2人目のノーヒットノーランを達成[31]。
- 2012年9月22日 - このシーズンの公式戦を終了。前期は3位。後期は新潟の圧倒的優位（北陸地区3チームとの対戦で18勝0敗[32]）の前に北陸地区は勝率3割台で首位を争う状態にもなった[33]が、9月にかけて10連敗を喫し後退[34]、前期に続いて3位に終わる。
- 2013年7月4日 - 前期終了。5月から6月にかけて優位にペナントレースを進め優勝マジックも点灯したが、終盤に4連敗して6月23日に消滅、石川に逆転優勝を許した[35][36]。
- 2013年9月26日 - 後期終了。勝率5割の2位で、4年続けてポストシーズンゲームには進めずに終わる。
- 2013年10月18日 - 進藤監督の退団発表。
- 2013年12月4日 - 吉岡雄二の監督就任を発表。
- 2014年6月30日 - 北陸地区前期優勝が決定[37]。
- 2014年9月24日 - 後期優勝の石川と対戦した地区チャンピオンシップで対戦成績2勝2敗2分のタイとなったが、リーグ規定（シーズンの対戦成績優位なチームが優勝）により石川に敗退[38]。
- 2015年2月26日 - 北陸コカ・コーラボトリングの子会社であるGRNと命名権の契約を行い、チーム名を富山GRNサンダーバーズへ変更[39]。
- 2015年5月25日 - 選手兼任コーチとして元プロ野球選手だったタフィ・ローズが現役復帰する形で入団[40][注釈 2]。
- 2015年9月13日 - 西地区後期優勝が決定。
- 2015年9月22日 - 前期優勝の福井と対戦した地区チャンピオンシップに1勝2敗で敗退[44]。
- 2017年6月17日 - 3期ぶりとなる西地区前期優勝[45]。
- 2017年9月18日 - 後期優勝の信濃グランセローズと対戦した地区チャンピオンシップに0勝2敗で敗退[46]。地区チャンピオンシップで1勝も挙げられなかったのは今回が初となる。
- 2017年12月1日 - 北海道日本ハムファイターズコーチ就任に伴い監督を退任する吉岡雄二の後任に、元東京ヤクルトスワローズコーチの伊藤智仁が決定したと発表[47]。
- 2018年9月2日 - 3期ぶりとなる西地区後期優勝[48]。
- 2018年9月17日 - 前期優勝の福井と対戦した地区チャンピオンシップに、前年に続いて0勝2敗で敗退[49]。
- 2018年11月8日 - 前読売ジャイアンツコーチの二岡智宏と次期監督就任で基本合意したと発表[50]。
- 2019年6月21日 - 前期日程を終了。残り3試合で前期優勝マジック3が点灯したが[51]、2試合目となる滋賀ユナイテッドベースボールクラブ戦に敗戦して前期優勝を逃した[52]。
- 2019年9月8日 - 後期日程を終了。3位に終わり[53]、地区チャンピオンシップ連続出場は2年でストップした。
- 2019年9月17日 - 監督の二岡が今シーズン限りで退任することを発表[54]。理由は明らかにされていない[55]（後日、巨人のコーチに就任）。11月1日、2020年シーズンの監督として、前・東京ヤクルトスワローズコーチで高岡市出身の田畑一也の就任を発表した[56]。

### 2020年代
- 2020年6月20日 - このシーズンの公式戦が開幕。リーグの中で唯一ホーム開幕戦から有観客試合を実施した[57]。
- 2020年9月24日 - 西地区チャンピオンシップへの出場が決定[58]。
- 2020年10月17日 - 西地区チャンピオンシップで福井に敗退。ただし、地区チャンピオンシップ敗北チームの中で得失点差が最小だったことから、ワイルドカードとしてリーグチャンピオンシップ準決勝に進んだ[59]。
- 2020年10月21日 - 神奈川フューチャードリームスとのリーグチャンピオンシップ準決勝に敗退[60]。
- 2020年11月25日 - 監督の田畑が退任することを発表[61]。12月17日に、吉岡雄二が4年ぶりに監督に復帰すると発表した[62][63]。
- 2021年9月1日 - 来シーズンのリーグ不参加と、西地区4球団による新リーグ結成を発表[3]。
- 2022年4月2日 - 日本海オセアンリーグとしての初シーズンが開幕。
- 2022年4月10日 - 高岡西部総合公園野球場でのホーム開幕戦に、石橋貴明（監督の吉岡雄二と出身高校が同じ）とゴルゴ松本がスペシャルゲストとして来訪[64][65]。
- 2022年9月10日 - チーム内での新型コロナウイルス感染症陽性判定者拡大により、翌日の公式戦が中止となる[66]。
- 2022年12月26日 - 2023年シーズンは日本海オセアンリーグ（ベイサイドリーグに改名予定）に参加せず、石川とともに新たに設立される日本海リーグに参加することを発表[1]。ベイサイドリーグとの間で交流戦は実施する予定としていた[1]（実際には開催されず）。
- 2023年4月29日 - 日本海リーグとしての開幕戦を宮野運動公園野球場で実施し、石川に7対2で勝利した[67]。
- 2023年6月24日 - この日の対石川戦に勝利し、ターム1優勝決定[68]。
- 2023年8月6日 - この日の石川戦に敗北し、ターム2優勝を逃す[69]。リーグ優勝決定もターム3に持ち越された。
- 2023年9月8日 - この日の石川戦に勝利してターム3優勝が決まるとともに、2タームを制して日本海リーグの初代リーグ優勝チームとなる[70]。
- 2023年9月24日 - 同年シーズンの公式戦を終了し、ターム3は負けなしの10連勝だった[71]。
- 2023年9月29日 - 15年ぶりに出場したグランドチャンピオンシップ（トーナメント制）準々決勝で徳島インディゴソックス（四国アイランドリーグplus）に敗退[72]。
- 2024年9月16日 - 同年シーズンの公式戦を終了、4ゲーム差の2位に終わる。
- 2024年10月31日 - 監督の吉岡が東京ヤクルトスワローズのコーチ就任に伴い、退任（退団）することが発表された[73]。
- 2024年12月4日 - 来シーズンの監督に、元東京ヤクルトスワローズコーチ（前職は東北楽天ゴールデンイーグルススコアラーで、富山にもコーチとして在籍歴あり）の上原茂行の就任を発表した[74]。
- 2025年7月6日 - 前期優勝を達成[75]。

## 成績

### BCリーグ

#### シーズン
| 年度 | 期 | 監督     | 順位 | 試合 | 勝利 | 敗戦 | 引分 | 勝率 | ゲーム差 | 打率       | 防御率    | 本塁打   |
| ---- | -- | -------- | ---- | ---- | ---- | ---- | ---- | ---- | -------- | ---------- | --------- | -------- |
| 2007 | 全 | 鈴木康友 | 2    | 72   | 43   | 26   | 3    | .623 | 2.0      | .305(1位)  | 4.21(3位) | 52(4位)  |
| 2008 | 前 | 鈴木康友 | 1    | 36   | 19   | 15   | 2    | .559 | ※1.5     | .264(2位)  | 2.61(2位) | 13(4位)  |
| 2008 | 後 | 鈴木康友 | 1    | 36   | 16   | 12   | 8    | .571 | ※2.0     | .264(2位)  | 2.61(2位) | 13(4位)  |
| 2009 | 前 | 鈴木康友 | 2    | 36   | 21   | 13   | 2    | .618 | 0.0      | .268(2位)  | 3.16(5位) | 19(5位)  |
| 2009 | 後 | 鈴木康友 | 2    | 36   | 17   | 18   | 1    | .486 | 4.0      | .268(2位)  | 3.16(5位) | 19(5位)  |
| 2010 | 前 | 横田久則 | 3    | 36   | 14   | 20   | 2    | .412 | 3.5      | .246(5位)  | 4.60(6位) | 34(2位)  |
| 2010 | 後 | 横田久則 | 2    | 36   | 14   | 18   | 4    | .438 | 3.0      | .246(5位)  | 4.60(6位) | 34(2位)  |
| 2011 | 前 | 横田久則 | 3    | 36   | 15   | 18   | 3    | .455 | 0.5      | .253(5位)  | 3.16(2位) | 22(5位)  |
| 2011 | 後 | 横田久則 | 3    | 36   | 10   | 21   | 5    | .323 | 4.5      | .253(5位)  | 3.16(2位) | 22(5位)  |
| 2012 | 前 | 進藤達哉 | 3    | 36   | 16   | 19   | 1    | .457 | 6.0      | .267(2位)  | 4.17(6位) | 22(3位)  |
| 2012 | 後 | 進藤達哉 | 2    | 36   | 13   | 21   | 2    | .382 | 3.5      | .267(2位)  | 4.17(6位) | 22(3位)  |
| 2013 | 前 | 進藤達哉 | 2    | 36   | 20   | 15   | 1    | .571 | 0.0      | .264(2位)  | 3.02(2位) | 24(3位)  |
| 2013 | 後 | 進藤達哉 | 2    | 36   | 15   | 20   | 1    | .471 | 9.5      | .264(2位)  | 3.02(2位) | 24(3位)  |
| 2014 | 前 | 吉岡雄二 | 1    | 36   | 16   | 20   | 0    | .444 | ※2.0     | .258(6位)  | 4.83(6位) | 21(6位)  |
| 2014 | 後 | 吉岡雄二 | 3    | 36   | 14   | 20   | 2    | .412 | 3.5      | .258(6位)  | 4.83(6位) | 21(6位)  |
| 2015 | 前 | 吉岡雄二 | 4    | 37   | 12   | 22   | 3    | .353 | 8.5      | .249(7位)  | 4.73(8位) | 24(4位)  |
| 2015 | 後 | 吉岡雄二 | 1    | 35   | 18   | 12   | 5    | .600 | ※0.5     | .249(7位)  | 4.73(8位) | 24(4位)  |
| 2016 | 前 | 吉岡雄二 | 4    | 36   | 12   | 21   | 3    | .364 | 8.5      | .273(4位)  | 4.41(7位) | 23(7位)  |
| 2016 | 後 | 吉岡雄二 | 3    | 36   | 15   | 19   | 2    | .441 | 5.5      | .273(4位)  | 4.41(7位) | 23(7位)  |
| 2017 | 前 | 吉岡雄二 | 1    | 35   | 22   | 13   | 0    | .629 | ※1.0     | .296(1位)  | 3.69(3位) | 72(2位)  |
| 2017 | 後 | 吉岡雄二 | 2    | 36   | 22   | 12   | 2    | .647 | 3.0      | .296(1位)  | 3.69(3位) | 72(2位)  |
| 2018 | 前 | 伊藤智仁 | 4    | 34   | 16   | 17   | 1    | .485 | 6.0      | .270(8位)  | 3.78(2位) | 36(7位)  |
| 2018 | 後 | 伊藤智仁 | 1    | 34   | 22   | 10   | 2    | .688 | ※2.0     | .270(8位)  | 3.78(2位) | 36(7位)  |
| 2019 | 前 | 二岡智宏 | 2    | 36   | 20   | 13   | 3    | .606 | 0.5      | .296(2位)  | 3.58(3位) | 26(9位)  |
| 2019 | 後 | 二岡智宏 | 3    | 34   | 16   | 18   | 0    | .471 | 8.0      | .296(2位)  | 3.58(3位) | 26(9位)  |
| 2020 | 全 | 田畑一也 | 1    | 60   | 31   | 22   | 7    | .585 | ※6.0     | .290(3位)  | 4.36(5位) | 43(2位)  |
| 2021 | 全 | 吉岡雄二 | 2    | 68   | 36   | 26   | 6    | .581 | 3.5      | .270(10位) | 3.35(1位) | 25(11位) |

- 2008年以降の順位は地区（2014年までは北陸地区、2015年以降は西地区、2020年は西地区グループE）での順位、打率・防御率・本塁打はリーグ総合での順位。
- 優勝したシーズンのゲーム差は※を付けて2位チームとのゲーム差を表記。
- 金地はリーグ優勝。
- 2021年は日程の打ち切りにより、4試合を未消化でシーズンを終了した。

#### 地区チャンピオンシップ
※2014年は全5戦（3勝）制、2020年はトーナメント、他は全3戦（2勝）制。
- 2008年 - 地区年間優勝（1勝1敗：対戦は石川。前後期制覇のため1勝で優勝）
- 2009年 - 1勝2敗（対戦は石川。石川は前後期制覇のため1勝で優勝）
- 2014年 - 2勝2敗2分（対戦は石川。リーグ規定により、シーズン対戦成績の優劣で石川が優勝）
- 2015年 - 1勝2敗（対戦は福井）
- 2017年 - 0勝2敗（対戦は信濃）
- 2018年 - 0勝2敗（対戦は福井）
- 2020年 - 敗退（対戦は福井）※ワイルドカードとしてリーグチャンピオンシップに進出

#### リーグチャンピオンシップ
※2020年はトーナメント制
- 2008年 - 総合優勝（3勝0敗：対戦は群馬）
- 2020年 - 準決勝敗退（対戦は神奈川）

#### グランドチャンピオンシップ (BCL)
※全5戦制
- 2008年 - 2勝3敗（対戦は香川）

### 日本海オセアンリーグ
| 年度 | 監督     | 順位 | 試合 | 勝利 | 敗戦 | 引分 | 勝点 | 勝率 |
| ---- | -------- | ---- | ---- | ---- | ---- | ---- | ---- | ---- |
| 2022 | 吉岡雄二 | 2    | 59   | 29   | 20   | 10   | 68   | .592 |

### 日本海リーグ

#### リーグ戦
| 年度 | ターム | 監督     | 順位 | 試合 | 勝利 | 敗戦 | 引分 | 勝率  | ゲーム差 | 打率 | 防御率 | 本塁打 |
| ---- | ------ | -------- | ---- | ---- | ---- | ---- | ---- | ----- | -------- | ---- | ------ | ------ |
| 2023 | 1      | 吉岡雄二 | 1    | 15   | 8    | 6    | 1    | .571  | ※2.5     | .265 | 3.82   |        |
| 2023 | 2      | 吉岡雄二 | 2    | 15   | 4    | 10   | 1    | .286  | 6.5      | .265 | 3.82   |        |
| 2023 | 3      | 吉岡雄二 | 1    | 10   | 10   | 0    | 0    | 1.000 | ※10.0    | .265 | 3.82   |        |
| 2024 | -      | 吉岡雄二 | 2    | 40   | 17   | 21   | 2    | .447  | 4.0      | .279 | 4.71   | 11     |

#### グランドチャンピオンシップ (NLB)
※トーナメント制
- 2023年 - 準々決勝敗退（対戦は徳島）

## チームスタッフ
選手・スタッフについては富山GRNサンダーバーズの選手一覧を参照。
- チームドクター
  - 今田光一
  - 瀬川貴洋
  - 野上重治

## マスコットキャラクター
雄のライチョウという設定の「ライティー」。

## チアダンスチーム
2011年に発足した専属チアリーディングチーム（チアリーダー）「Cheerty's（チアティーズ）」があったが、2019年シーズンをもって活動を休止した。

## 応援団

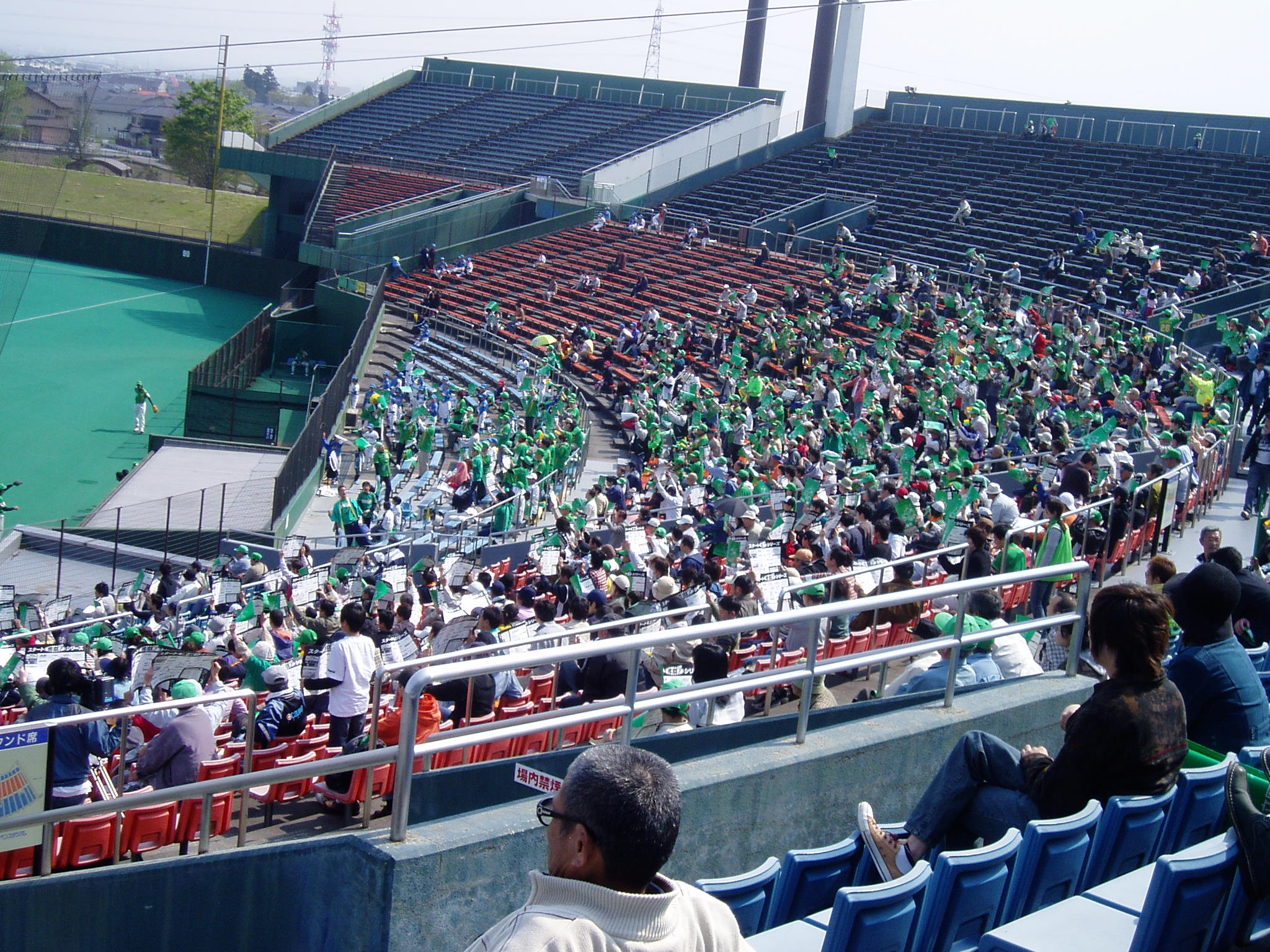
富山サンダーバーズの応援団（チャンス時）

私設応援団「雷鳥応援団」が存在する。

## テーマソング・応援歌
- サンダーバード-your voice-（V6） - テーマソング
- GLORY DAY（SP-D） - 公式応援ソング
- GO!GO!サンダーバーズ (寅)- 公式応援ソング（2018年7月29日の「サンダーバーズサマーフェスタ」で発表[80]）